# لاريجان

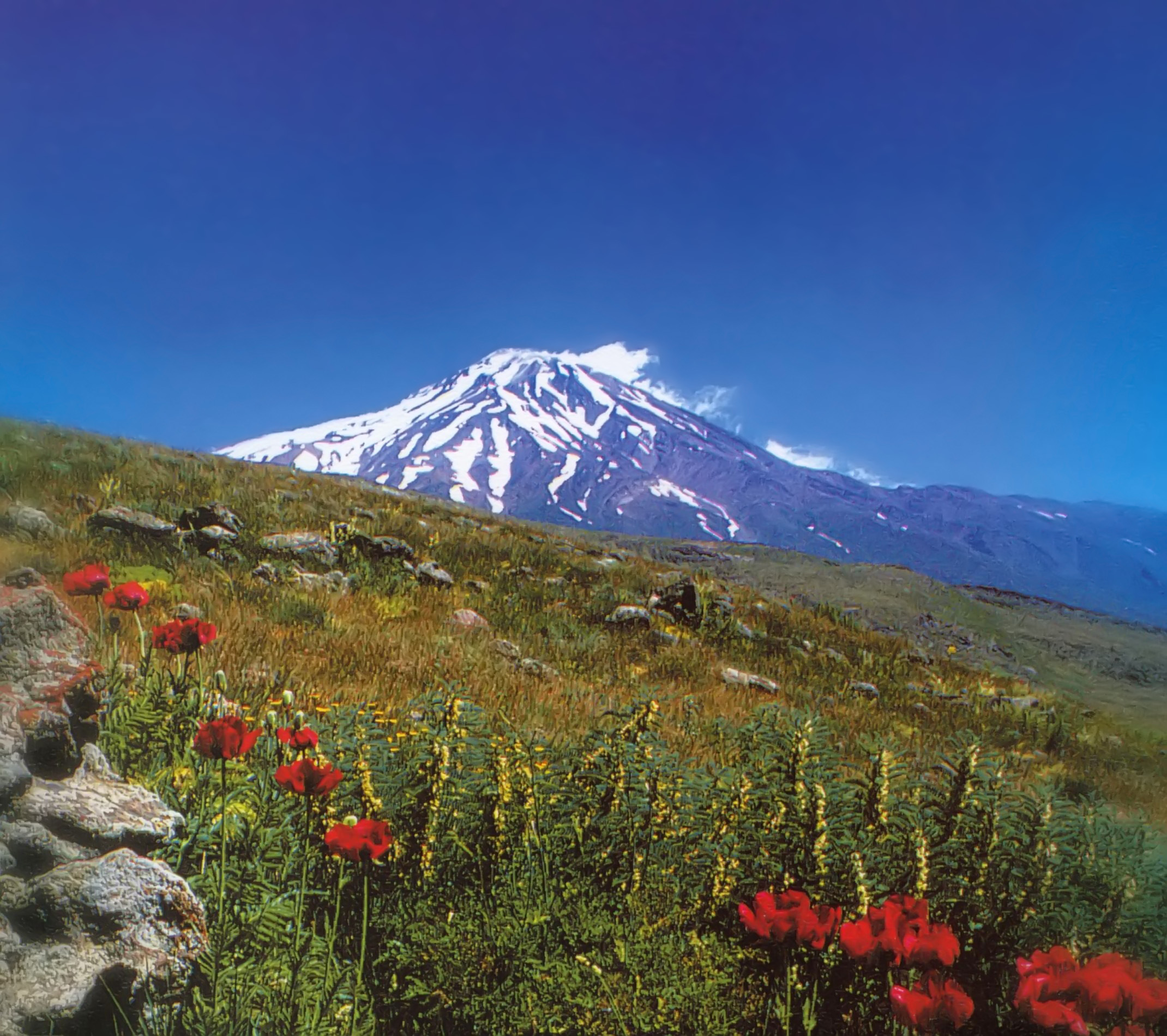
لاريجان آمل

ناحية لاريجان (بالفارسية: بخش لاریجان) ناحية في مقاطعة آمل، مازندران، إيران. حسب تعداد عام 2006 كان عدد سكانها 8,089 تشكل 2,406 أسرة.

## المعالم
- جبل دمافند

## أعلام
- دولتشاه القاجاري